# ジャンクガレッジ
ジャンクガレッジ（Junk Garage）は、東京都千代田区に本社を置く株式会社松富士食品が運営するまぜそばとラーメンのブランドである。略称は「ジャンク」、「ジャンガレ」。

## 概要

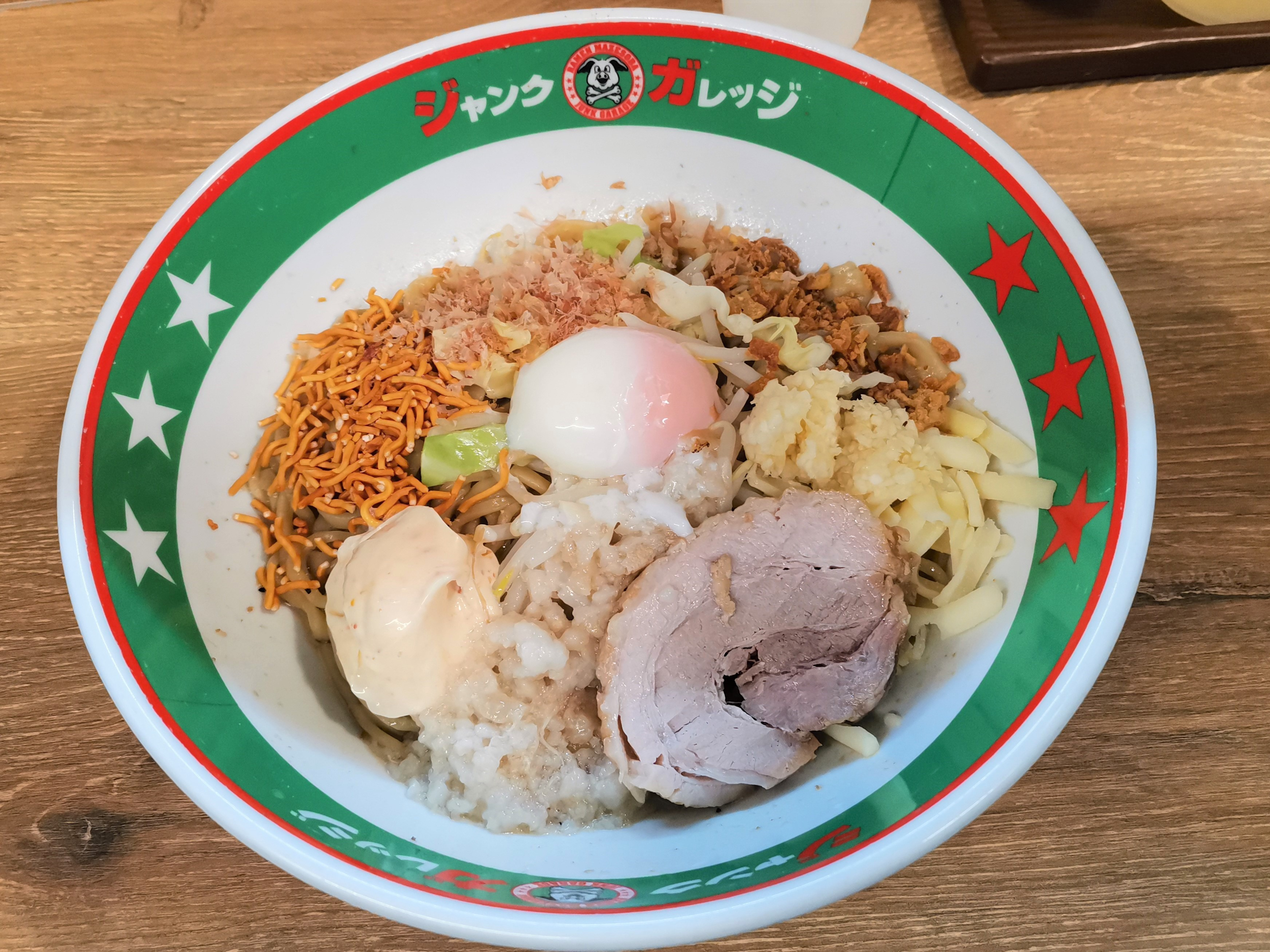
まぜそば

埼玉県及び群馬県で店舗を展開する。店名は「三輪車」と「ジャンクガレージ」の2択で迷っており、開店前に受けていた雑誌取材の電話で「ジャンクガレージ」を咳き込みながら伝えた所「ジャンクガレッジ」と出版されたのが由来である。埼玉県を主な拠点とした理由としては、「埼玉は武蔵野うどんの文化があり、太麺になじみがある」ことが大きかったという。過去には他県にも店舗を展開していたが、「太麺に馴染みがない」ことで経営がうまく行かず撤退し、後に「埼玉県のソウルフードを目指す」方針となった。
「まぜそば」発祥のラーメン店と自称している。同メニューは少量のスープに太麺を絡めてトッピングと混ぜながら食べるラーメンで、トッピングの組合せ次第で食べ方のカスタムが可能なジャンクガレッジの看板目玉商品になっている。「まぜそば」は油そばをルーツに持つが、油そばが「いわゆる"かえし"に麺をからめる」のに対し、「かえしと旨味を凝縮した豚骨スープに特注の太麺を絡める」という形を考案して、トッピングも油そばとは異なるスタイルとした。この他に、いわゆる「二郎インスパイア系」のラーメンも売りとしているが、本家「ラーメン二郎」に比べるとややライトな味付けで、量も控えめにしている。
2020年頃から、太さの異なる3種類の麺を混合した特注の3種混合麺を採用しており、これも特徴の一つ。混合麺を採用した理由としては「幅広い層に喜んでもらうために、太い麺で食べごたえを残しつつ、細い麺で食べやすさも表現している」と述べている。

## 沿革
- 2007年1月31日 - 東京都品川区大崎で「六厘舎」の隣にあった倉庫を改装して創業[4][8]。
- 2008年6月19日 - 大崎の店舗を埼玉県さいたま市見沼区東大宮に移転し、東大宮店として開店[9]。
- 2009年10月29日 - 第1回大つけ麺博に出店[10]。
- 2010年
  - 4月8日 - 埼玉県越谷市の「イオンレイクタウンmori」3Fにあるフードコートに越谷店を開店[注釈 3][11]。
  - 10月5日 - 千葉県船橋市西船に西船店を開店[12]。
  - 11月5日 - 埼玉県熊谷市に熊谷店を開店[13]。
  - 12月30日 - 千葉県千葉市の「プレナ幕張」にプレナ幕張店を開店[14]。
- 2011年
  - 3月17日 - 山梨県中巨摩郡昭和町の「イオンモール甲府昭和」の3Fにあるフードコートにイオン甲府昭和店を開店[15]。
  - 3月18日 - 埼玉県戸田市の「イオンモール北戸田」にイオン北戸田店を開店[16]。
  - 4月8日 - 東京都千代田区に東京ラーメンストリート店を開店。
  - 7月15日 - Twitterアカウントを作成。
  - 7月29日 - Facebookアカウントを作成[17]。
  - 11月22日 - 埼玉県さいたま市浦和区に北浦和店を開店[18]。
  - 11月25日 - 岡山県倉敷市の「アリオ倉敷」に倉敷店を開店[注釈 4][20]。
- 2013年
  - 7月16日 - 埼玉県さいたま市大宮区に大宮駅前店をプレオープン[21]。
  - 7月19日 - 大宮駅前店を開店[21]。
  - 8月18日 - 東京ラーメンストリート店を閉店。
  - 10月13日 - 北浦和店をリニューアルオープン[22]。
- 2014年2月22日 - 東京都新宿区高田馬場に高田馬場店を開店[23]。
- 2015年
  - 6月30日 - 埼玉県坂戸市に坂戸塚越店を開店[24]。
  - 7月12日 - 坂戸塚越店が空き巣の被害に遭い一時閉店[25]。
  - 7月27日 - 埼玉県鴻巣市に吹上店を開店[26]。
- 2017年
  - 1月19日 - プレナ幕張店を閉店[27]。
  - 1月29日 - 店舗改装の為にイオン北戸田店を休業[28]。
  - 9月23日 - 埼玉県狭山市に狭山店を開店[29]。
  - 11月19日 - 店舗改装の為に東大宮店を休業[30]。
  - 12月7日 - 埼玉県越谷市にしらこばと公園前店を開店[31]。
  - 12月24日 - 東大宮店をリニューアルオープン[32]。
- 2018年
  - 4月30日 - 埼玉県入間郡越生町に越生店を開店[33]。
  - 6月10日 - 設備上の理由で坂戸塚越店の営業を終了[34]。
  - 6月22日 - 埼玉県川越市に坂戸塚越店の移転先である川越小堤店を開店[35]。
  - 7月9日 - 店舗設備老朽化の為改装を理由に熊谷店を休業[36]。
  - 8月11日 - 熊谷店をリニューアルオープン[37]。
  - 9月17日 - 埼玉県富士見市にふじみ野駅前店を開店[38]。同店は兄弟店舗「舎鈴」を改装した店舗である[38]。
  - 9月19日 - 埼玉県さいたま市大宮区に大宮2号店を開店[39]。同店は兄弟店舗「東京タンメン トナリ」を改装した店舗である[39]。
  - 12月5日 - 東京都江東区森下に森下店を開店[40]。同店は兄弟店舗「東京タンメン トナリ」を改装した店舗である[40]。
- 2019年
  - 1月29日 - 埼玉県深谷市に深谷店を開店[41]。
  - 4月7日 - 埼玉県和光市に和光市駅南口店を開店[42]。
  - 8月20日 - 森下店を閉店[43]。
  - 12月4日 - 埼玉県本庄市にビバモール本庄店を開店[44]。
- 2020年
  - 1月12日 - 深谷店が強盗に遭う[45][46][47]。
  - 1月25日 - 改装工事の為に北浦和店を休業[48]。
  - 1月29日 - 埼玉県川越市に川越東口店を開店[49]。
  - 2月18日 - 埼玉県新座市に志木南口店を開店[50]。
  - 3月7日 - 北浦和店をリニューアルオープン[51]。
  - 7月16日 - 川越東口店を閉店[52]。
  - 8月16日 - 店舗内外装リニューアル工事の為に白岡店を休業[53]。
  - 8月25日 - 埼玉県羽生市にカインズ羽生店を開店[54]。
  - 9月18日 - 白岡店をリニューアルオープン[55]。
  - 11月12日 - 埼玉県朝霞市の複合商業施設「くみまちモールあさか」にカインズ朝霞店を開店[56]。
  - 11月18日 - 兄弟店舗「舎鈴」と共に、埼玉県ふじみ野市にイオンタウンふじみ野店を開店[57]。
  - 12月3日 - 和光市駅南口店とふじみ野駅前店の2店舗が出前館に出店[58]。
- 2021年
  - 4月5日 - 群馬県太田市に太田店を開店[59]。
  - 6月6日 - ビバモール本庄店を閉店[60]。
  - 6月11日 - 新型コロナウイルス感染症の流行状況を鑑みキッチンカーの営業を開始[61][62]。
- 2023年